# 法新社
法国新闻社（法語：Agence France-Presse），简称法新社，是总部位于法国巴黎的国际通讯社，是法国最大的通讯社，前身可以追溯至1835年的哈瓦斯通讯社。
法新社在约110个国家设有办事处，它通过法语、英语、阿拉伯语、西班牙语、德语和葡萄牙语向全世界发布消息。

## 历史
法新社前身為1835年立的哈瓦斯社，最初是在巴黎承担广告的翻译代理业务，当时只有夏爾-路易·哈瓦斯和他的两名员工保罗·路透和伯恩哈德·沃爾夫，后来两名员工都成了他的竞争对手，分别在伦敦和柏林成立了路透社和沃尔夫社。为了减少间接费用和开发利润丰厚的广告方面的业务，哈瓦斯的儿子成功地于1852年分别和路透社和沃尔夫社签署协议，让每一个通讯社有独家新闻。这种安排一直持续到1930年，当时的无线短波改善和降低了通讯费用。为了帮助哈瓦斯扩大范围，应对复杂的、紧张的国际局势，法国政府资助了高达47％的投资。1940年，当德国军队占领法国时，更名为法国新闻办公室（FIO）；哈瓦斯只保留私营广告公司名称。
1944年8月20日，盟军占领巴黎，一群记者在FIO报道法国抵抗运动，并首次发表了盟军如何攻下每一座城市。法新社作为一个国有企业，战后，法新社专门向发展中国家派遣记者，其中最先报道的西方人物是斯大林。1953年3月6日，法新社渴望摆脱其半官方的地位。1957年1月10日，法国议会通过了一项法律，确立法新社的独立性。从那时起，法新社来自政府部门的投资逐年下降。

## 目前状态
目前，法新社拥有来自81个国家和地区的2000多名雇员，其中900人左右在国外工作，及覆盖全球165个国家和地区的124个办事处，它们分设在五个大区：
1. 北美区（5个），总部华盛顿；
2. 拉美区（18个），总部蒙德维的亚（乌拉圭首都）；
3. 亚太区（26个），总部香港；
4. 非欧区（57个），其中法国境内19个，欧洲（不含法国）29个，非洲（不含北非）9个，总部巴黎；
5. 中东区（18个），总部尼科西亚（塞浦路斯首都）

法新社是一个由1957年特别法 ，特许授权的非營利性的自治公共组织。它是商业化的操作，并且独立于法国政府，它由一位首席执行官和15位董事组成的董事会管理。
- 8位法国出版社的代表，
- 2位法新社的代表，
- 2位广播和电视公共服务部门的代表，
- 3位来自向通讯社捐助的公共服务部门的代表（一位是由总理指定的，另一位是由财政部长，还有一位是外交部长）。

董事会三年选举一次首席执行官。
法新社还有一个上级的部门管理，以确保通讯社的是按照它的法令运作的，它的命令是独立和中立的。
法新社的主要客户是法国政府，为法新社的各种服务提供捐赠。实际上，这些捐赠相当多地做为法新社的补助金，法令规定：法新社禁止接受直接的政府补助。

## 亞太業務

### 中國大陸
法新社在中國大陸的業務，按照中國媒體的習慣，分為文字和新聞圖片兩部分。文字部分由法新社駐中國北京的辦事處和香港的亞太區辦事處負責經營。
法新社的新聞圖片部分，長期交由中國國家通訊社新華社代理銷售，並從中收取代理費用。新华社于2006年也规定，所有外国通讯社在中国大陆销售新闻，必须由新华社批准及按照新华社指定选择代理机构，否则违法。
與此同時，法新社將其新聞圖片銷售給雜誌、期刊、出版類媒體用戶的權益交給中國上海一家圖片公司“東方ic”（又名中國圖片庫、ImagineChina、icpress、ic傳媒等）代理。該公司掛名於中共上海市委宣傳部、上海市人民政府新聞辦公室實際擁有的政府網站《東方網》之下，主要經營國際通訊社在中國大陸的新聞圖片代理銷售業務，如美聯社、歐洲新聞圖片社（EPA）、瑪格南圖片社等均由該公司負責銷售。

### 台灣及香港
法新社網際網路中文版新聞經法新社授權由中央通訊社獨家代銷。目前Google新聞（包括中國版）、MSN台灣、雅虎香港和Yahoo奇摩新聞中的法新社中文新聞均由中央社提供。
香港《南華早報》常採用法新社的報導。

### 日本
2007年建立日本語版（AFPBB News)。